# Деменка (Могилёвская область)
Де́менка (бел. Дзе́менка) — деревня в составе Корытненского сельсовета Осиповичского района Могилёвской области Белоруссии.

## Этимология
Деменка является названием, образованным от личного имени Демьян, ибо последнее в некоторых диалектах преобразовано в Демен, Дземен.

## Географическое положение
Деменка расположена в 25 км на юго-восток от Осиповичей, в 10 км от ж/д станции Ясень (линия Осиповичи — Бобруйск) и в 165 км от Могилёва. Связи осуществляются по автодороге Осиповичи — Глуша. На северо-восток от деревни находится река Волчанка.
Планировку составляет одна прямолинейная улица, трассированная с юго-западной стороны просёлочной дороги; двухстороннюю застройку составляют деревянные крестьянские дома.

## История
По переписи 1897 года в деревне, относившейся к Городковской волости Бобруйского уезда Минской губернии, числились 12 дворов и 76 жителей. В 1917 году упоминаются сама деревня с 90 жителями и посёлок при ней с 1 двором и 10 жителями. С февраля по ноябрь 1918 года Деменка была оккупирована германскими войсками, с августа 1919 по июль 1920 года — польскими. В 1931 году был основан здесь колхоз «Красный май», тогда же упомянута кузница.
Во время Великой Отечественной войны Деменка была оккупирована немецко-фашистскими войсками с конца июня 1941 года по 29 июня 1944 года; захватчиками были сожжены два двора. На фронте погибли 5 жителей.
На кладбище деревни расположена могила бойца Красной армии, погибшего в 1941 году в бою против захватчиков, на которой в 1967 году был установлен обелиск.

## Население
- 1897 год — 76 человек, 12 дворов[1]
- 1917 год — 90 человек[1]
- 1926 год — 121 человек, 16 дворов[1]
- 1941 год — 147 человек, 28 дворов[1]
- 1959 год — 76 человек[1]
- 1970 год — 103 человека[1]
- 1986 год — 78 человек, 29 хозяйств[1]
- 2002 год — 67 человек, 26 хозяйств[1]
- 2007 год — 51 человек, 16 хозяйств[1]

## Комментарии
1. ↑  Названия и ударение даны по: Назвы населеных пунктаў Рэспублікі Беларусь: Магілёўская вобласць: нарматыўны даведнік / І. А. Гапоненка і інш.; пад рэд. В. П. Лемцюговай. — Минск: Тэхналогія, 2007. — С. 63. — 406 с. — ISBN 978-985-458-159-0..